# Camille Leroy
Camile Leroy (Namur, 27 de abril de 1892 – Cortil-Noirmont, 13 de agosto de 1952) foi um ciclista profissional belga. Atuou profissionalmente entre 1919–1928.

## Premiações
- 1921
  - oitavo colocado na classificação geral do Tour de France